# Alsographia Americana
Alsographia Americana (abreviado Alsogr. Amer.) es un libro con ilustraciones y descripciones botánicas que fue escrito por el polímata, naturalista, meteorólogo y arqueólogo estadounidense de origen franco-germano-italiano Constantine Samuel Rafinesque y publicado en Filadelfia en el año 1838.